# House of Love (RuPaul)
House of Love è un brano musicale di RuPaul, pubblicato nel 1993 come singolo tratto dall'album Supermodel of the World.
Fu anche pubblicato come B-side in alcune versioni del singolo Supermodel (You Better Work).

## Tracce
1. "House of Love" (7" Radio version)
2. "House of Love" (12" version)
3. "House of Love" (Dub)